# Прапор Нижньогородської області

Прапор Нижньогородської області

Прапор Нижньогородської області є символом Нижньогородської області. Прийнято 28 квітня 2005 року.

## Опис
Прапор Нижньогородської області являє собою прямокутне полотнище білого кольору з відношенням ширини до довжини 2:3 (120 см х 180 см) із двостороннім зображенням у його центрі великого герба Нижньогородської області, установленого Законом Нижньогородської області від 10 вересня 1996 року #42-З "Про Герб Нижньогородської області", ширина якого становить дві п'яті довжини полотнища. Із трьох сторін, що не сполучаються з ратищем прапора, полотнище прикрашене золотою бахромою.